# Circuito integrado de leitura

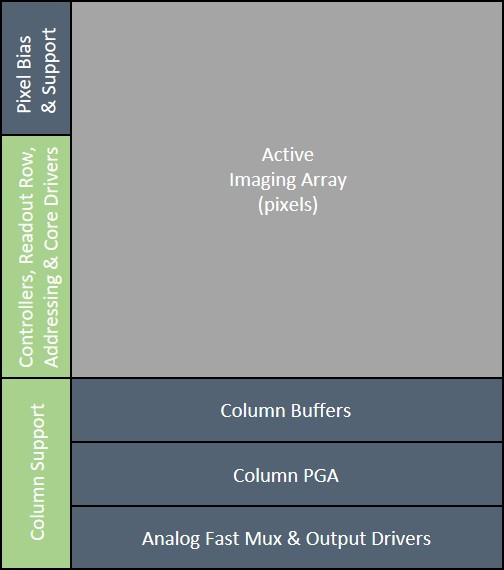
Diagrama de blocos do circuito integrado de leitura (ROIC)

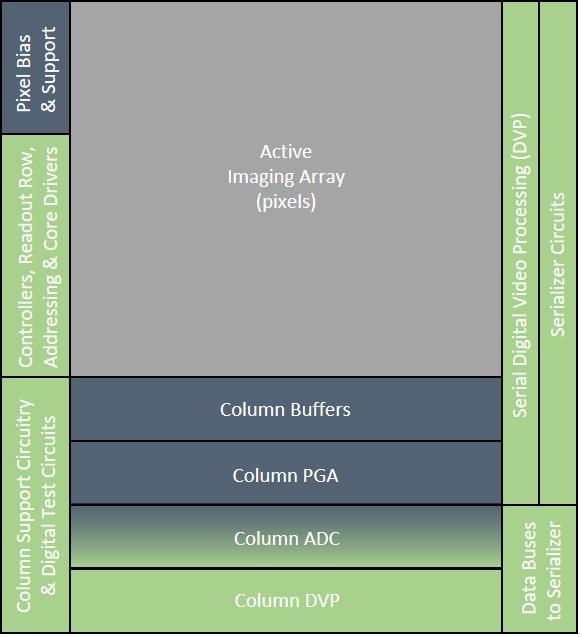
Diagrama de blocos do circuito integrado de leitura digital (DROIC)

Um circuito integrado de leitura (ou ROIC, do termo em inglês Readout integrated circuit) é um circuito integrado (CI) usado especificamente para ler detectores de um tipo específico. Eles são compatíveis com diferentes tipos de detectores, como infravermelho e ultravioleta. O objetivo principal dos ROICs é acumular a fotocorrente de cada pixel e, em seguida, transferir o sinal resultante para as tomadas de saída para leitura. Isso requer o armazenamento de uma grande carga de sinal em cada local de pixel e a manutenção da relação sinal-ruído (ou faixa dinâmica) à medida que o sinal é lido e digitalizado.

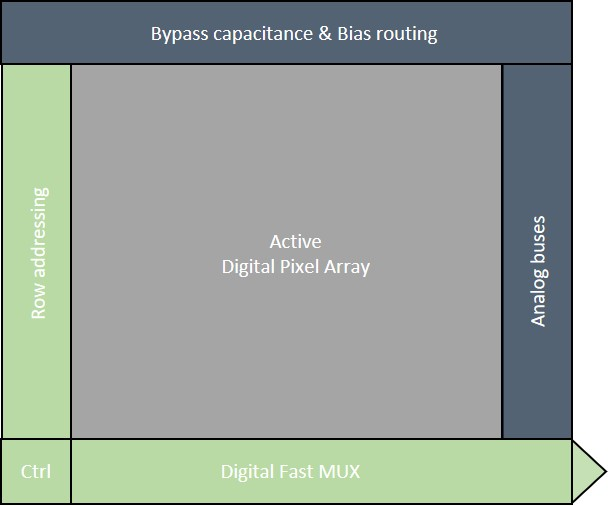
Diagrama de blocos do circuito integrado de leitura digital de pixel (DPROIC)

Um ROIC possui saídas analógicas de alta velocidade para transmitir dados de pixel fora do circuito integrado. Se as saídas digitais são implementadas, o CI é referido como um circuito integrado de leitura digital (ou DROIC, do termo em inglês Digital readout integrated circuit).
Um circuito integrado de leitura digital (DROIC) é uma classe de ROIC que usa conversão analógico-digital (ADC) no chip para digitalizar a fotocorrente acumulada em cada pixel da matriz de imagem. Os DROICs são mais facilmente integrados em um sistema em comparação com os ROICs, pois o tamanho do pacote e a complexidade são reduzidos, eles são menos sensíveis ao ruído e têm largura de banda maior em relação às saídas analógicas.
Um circuito integrado de leitura de pixel digital (ou DPROIC, do termo em inglês Digital pixel readout integrated circuit) usa conversão analógico-digital (ADC) no chip dentro de cada pixel (ou pequeno grupo de pixels) para digitalizar a fotocorrente acumulada dentro da matriz de imagem. Os DPROICs têm uma largura de banda ainda maior do que os DROICs e podem aumentar significativamente a capacidade do poço e a faixa dinâmica do dispositivo.